# Neva Left
Neva Left è il quindicesimo album in studio del rapper statunitense Snoop Dogg, pubblicato nel 2017.

## Tracce
1. Neva Left – 5:06
2. Moment I Feared (featuring Rick Rock) – 2:27
3. Bacc In da Dayz (featuring Big Tray Deee) – 3:49
4. Promise You This – 2:53
5. Trash Bags (featuring K Camp) – 3:27
6. Swivel (featuring Stresmatic) – 4:16
7. Go On (featuring October London) – 3:10
8. Big Mouth – 4:01
9. Toss It (featuring Too Short & Nef the Pharaoh) – 3:14
10. 420 (Blaze Up) (featuring Devin the Dude, Wiz Khalifa & DJ Battlecat) – 4:25
11. Lavender (Nightfall Remix) (featuring BadBadNotGood & Kaytranada) – 3:15
12. Let Us Begin (featuring KRS-One) – 3:42
13. Mount Kushmore (featuring Redman, Method Man & B-Real) – 3:48
14. Vapors (DJ Battlecat Remix) (featuring Charlie Wilson & Teena Marie) – 6:49
15. Still Here – 3:32
16. Love Around the World (featuring Big Bub) – 3:23

## Classifiche
| Classifica (2017) | Posizione massima |
| ----------------- | ----------------- |
| Australia         | 94                |
| Belgio (Fiandre)  | 78                |
| Belgio (Vallonia) | 148               |
| Canada            | 39                |
| Francia           | 96                |
| Nuova Zelanda     | 44                |
| Paesi Bassi       | 51                |
| Stati Uniti       | 54                |